# André Almeida (futebolista)
André Gomes Magalhães de Almeida (Lisboa, 10 de setembro de 1990), mais conhecido por André Almeida, é um ex-futebolista português polivalente que atuou maioritariamente como lateral-direito, ainda que tivesse ocupado diversas posições no campo, nomeadamente como defesa esquerdo e médio defensivo. Terminou a carreira de futebolista em 2023.

## Títulos
Benfica
- Primeira Liga: 2013–14, 2014–15, 2015–16, 2016–17, 2018–19
- Taça de Portugal: 2013-14, 2016–17
- Taça da Liga: 2013–14, 2014–15, 2015-16
- Supertaça Cândido de Oliveira: 2014, 2016,  2017, 2019